# Žlijezde lojnice
Žlijezde lojnice (lat. glandulae sebaceae) su žlijezde koje izlučuju loj. 
Smještene su u koži uz korijen dlake. Građene su po tipu razgranatih žlijezda, a loj stvaraju još dok je plod u maternici. Funkcija im se smanjuje u starosti (staračka suha koža). Svojim lojem štite kožu od hladnoće, a dlake od sušenja.
Lojne žlijezde su mikroskopske egzokrine žlijezde u koži koje izlučuju masnu ili voštanu tvar, loj, za podmazivanje i vodootpornost kože i kose kod sisavaca. Kod ljudi, nalaze se u najvećem broju na licu i vlasištu, a također se nalaze na svim dijelovima kože, osim na dlanovima i tabanima. 